# Aleksandr Ektov
Aleksandr Yuryevich Ektov (tiếng Nga: Александр Юрьевич Эктов; sinh ngày 30 tháng 1 năm 1996) là một cầu thủ bóng đá người Nga thi đấu cho FSK Dolgoprudny.

## Sự nghiệp câu lạc bộ
Anh có màn ra mắt tại Giải bóng đá chuyên nghiệp quốc gia Nga cho FSK Dolgoprudny vào ngày 20 tháng 7 năm 2016 trong trận đấu với FC Solyaris Moskva.